# تاکاییدی
تاکائیدی، منطقه‌ای در شهر تشان در شهرستان بهبهان در استان خوزستان ایران است.

## جمعیت
این منطقه در شهر تشان قرار دارد و براساس سرشماری مرکز آمار ایران در سال ۱۳۸۵، جمعیت آن ۳۴۴ نفر (۶۱خانوار) بوده‌است.